# Tulgheș
Tulgheș é uma comuna romena localizada no distrito de Harghita, na região histórica da Transilvânia. A comuna possui uma área de 247.74 km² e sua população era de 3315 habitantes segundo o censo de 2007.